# Sesšu Tojo
Sesšu Tojo (jap. 雪舟 等楊, せっしゅう; Oda Tojo od 1431, takođe poznat pod imenima Tojo, Unkoku, i Bikeisaj) (1420/27. – 26. 8. 1506.) japanski je slikar i budistički sveštenik iz razdoblja Muromačija. Umetničko ime mu je Sesšu, dok je Tojo njegovo vlastito ime (imina) koje je dobio tek 1431, dok izvorno lično ime nije poznato. Sesšu je bio Zen-Šu sveštenik slikar iz perioda Muromači u Japanu, istaknut po svojoj umetnosti sumi-e (slikanje crnim mastilom). U početku inspirisan kineskim pejzažima, Sesšuov rad ima izrazito japanski stil koji odražava zen-budističku estetiku. Njegovo istaknuto delo je obuhvatilo slike pejzaža, portreta i slika ptica i cveća, prožete zen budističkim verovanjima, spljoštenom perspektivom i naglašenim linijama.
Pripadao je zen sekti japanskog budizma rinzajske škole. Nosio je naslove slikanja tintom i vodenim bojama (suibokuge, 水墨画) i naslov majstora zena. Učitelj mu je bio Tenšo Šubun. Na Tojovo slikarstvo je uticalo pejzažno slikarstvo iz doba kineske dinastije južnog Sunga, posebno radovi Sja Gueja iz škole Ma-Sja.
Sesšu je rođen u samurajskoj porodici Oda (小田家) i obučen je u hramu Šokoku-dži u Kjotu, Japan, kao zen monah. Od svog ranog detinjstva, Sesšu je pokazivao talenat za slikanje i na kraju je postao široko poštovan u celom Japanu kao mudar, ugledni zen učenjak i najveći slikar-sveštenik Zen-Šua.
Sesšu je radio u slikarskom ateljeu dok se obučavao kod Tenšo Šubuna (oko 1418–1463). Ali nakon posete Kini, njegov rad je dobio karakterističan kineski uticaj, spajajući japanski i kineski stil da bi razvio svoj individualistički stil zen slika. Sesšuov uticaj na slikarstvo bio je toliko širok da su ga mnoge umetničke škole imenovale za svog osnivača. Sesšuova najpriznatija dela su Zimski pejzaž (oko 1470-ih), Ptice i cveće (1420–1506) i Četiri pejzažna svitka godišnjih doba (1420–1506).

## Biografija
Rođen je u naselju Akahami u provinciji Biču, danas na zapadu prefekture Okajame, u samurajskoj porodici Oda (小田家). Odgojili su ga zen budistički sveštenici iz škole rinzai. U mladost je pokazao dar za likovnu umetnost i kasnije je postao jedan od najvećih japanskih umetnika svog vremena, posebno cenjen u Japanu i Kini. Ime Tojo dobio je 1431. godine, kad je pristupio zen hramu u Hofukuji u Soji. Godine 1468/1469 otputovao je u Kitaj kojim je vladala dinastija Ming, gde su ga brzo prepoznali kao izvrsnog slikara. Po povratku u Japan, formirao je slikarski studio i uspostavio veliko sledbeništvo, koje se danas naziva škola Unkoku-rin ili „Sesšuova škola”. Premda brojna dela nose njegov potpis, samo za mali broj njih može se sa sigurnošću potvrditi da ih je naslikao. Najpoznatiji mu je rad svitak Dugi pejzaž (山水長巻, Sansui čokan). Bilo je mnogo njegovih slavnih učenika, među njima i Hasegava Tohaku. Oni su se takođe potpisivali Sesšuovim imenom. To je bilo zbog umetničkih razloga.
Oko 1440. otišao je da živi u Kjotu, velikom gradu, koji u to vreme bio japanski glavni grad. Živeo je kao monah u slavnom zen hramu Šokoku-ji. Tamo je učio kod poznatog majstora zena Šunrina Suta (春林周藤), a slikanje kod Tenšoa Šubuna, najcenjenijeg japanskog slikara tog vremena.
Dela su mu klasifikovana kao Nacionalno blago Japana (国宝, kokuho).

## Slike
Mada mnogi radovi ovog perioda nose Sesšuov potpis, ime, ili pečat, samo sa mali broj njih može sa sigurnošću pripisati njemu. Mnogi su bilo kopije ili radovi njegovih učenika; i nekoliko slikara, uključujući Hasegava Tohaku, čak su koristili Sesšuovo ime iz umetničkih razloga. Umetnici koji su u najvećoj meri bili pod uticajem Sesšuovog pristupa slikarstvu se smatraju pripadnicima „Sesšuove škole” (Unkoku-rin škole). Verovatno najvažniji sačuvani rad ovog majstora je takozvani Dugi svitak pejzaža (Sansui Čokan): 50-stopa (15 metera) dug svitak koji prikazuje četiri sezone u sekvenci proleće—leto—jesen—zima. Kao što je to bilo uobičajeno za taj period i rad Sesšuovog učitelja Tenšo Šubuna, stil i tehnika su u velikoj meri pod uticajem kineskih slika dinastije Song, a posebno radova Sja Gueja. Međutim, Sesšu je izmenio kineski model uvođenjem naglašenijeg kontrasta imeđu svetla i senke, debljih, težih linija, i poboljšanog efekta prostora. Postoje dva druga velika pejzažna svitka koji se pripisuju Sesšu. Manji svitak „Četiri sezone” (Kratki pejzažni svitak) manifestuje kvalitete slične onima svojstvenim Sansui Čokanu, samo s nešto slobodnijom tehnikom. Pogled na Ama-no-Hašidat, naslikan neposredno pred umetnikovu smrt, radikalno je odstupanje od kineske tradicije: na slici se vidi realističan pogled na određeni krajolik. Ostala poznata Sesšuova dela obuhvataju budističku sliku Huike nudi svoju ruku Bodidarmi, naslikanu 1496. godine, koja ima status nacionalnog blaga Japana od 2004. godine, i par dekorativnih prikaza cveća i ptica.
Sesšuova dela su pretežno suibokuga, što znači „slike vodom i tušem“. Za suibokuga umetnike, ekskluzivnost crnog mastila omogućila im je da se usredsrede na suštinski karakter subjekta pošto zen budizam naglašava materijalnu jednostavnost i osetljivost na svet prirode. Da bi napravio svoje monohromne slike razblaženim sivim i crnim mastilom, Sesšu je koristio crni sumi, što znači ugljen ili čvrsto mastilo na bazi čađi na papiru ili svili, prateći tako umetnost sumi-e. Neki od Sesšuovih najpriznatijih dela uključuju Zimski pejzaž (oko 1470-ih), Četiri pejzažna svitka godišnjih doba (oko 1420 – 1506) i Ptice i cveće (oko 1420 – 1506), demonstrirajući svoj stil spljoštenog prostora, naglašenih obrisa i ugaonih poteza kistom za prikazivanje zen verovanja.

### Zimski pejzaž(oko 1470-ih)
Posle svog boravka u Kini, Sesšu je naslikao Zimski pejzaž (oko 1470-ih) u japanskim ruralnim provincijama, pokazujući kako Sesšu kombinuje svoje umetničke tehnike i zen koncepte. Sesšu je koristio isključivo crno sumi mastilo razblaženo do nijansi sive. Ravne planine koje se preklapaju oslikavaju snežni pejzaž. Kroz kratke, ekspresivne poteze kistom, Sesšu prikazuje mušku figuru koja se penje strmoglavom stazom do kompleksa neplodnog hrama, sugerišući mukotrpnost njegovog putovanja tokom vrhunca zime. Uobičajeno za Sesšuove slike, pojedinačna figura je okružena visokim pejzažom koji se oslanja na koncept mono nosvesnog, čovečanstva koje je prisutno u prirodi, kako bi se stvorila povučena atmosfera. U celoj kompoziciji, Sesšu koristi tehniku šumpo, menjajući čvrstoću i debljinu obrisa da bi prikazao trodimenzionalnost i teksture. Ovo modelovanje je poboljšano ispiranjem razređenog mastila i renderovanjem pomoću finih linija. U prvom planu, stene i drveće pokazuju utegnute, tamne linije, dok su leve udaljene planine ocrtane na sivom nebu jednim potezom kista da bi se uhvatio trenutak. Intenzitet Sesšuovog rada je prikazan oštrim, ugaonim potezima četkice u centru, koji odražavaju uticaj zen budizma. Slično, on koristi ispiranje mastila za kotrljajuću maglu da podeli prostor između čvrstog i praznog, odražavajući taoistički metafizički koncept napetosti između subjekata. Ovo je pojačano oštrim dijagonalama suprotnih stena u prednjem planu, jer donose osećaj neizbežne, nagomilane energije. U pozadini se nalazi jedan, snažan, munjevit potez kistom koji ocrtava centralne litice dok vrh nestaje u magli, sugerišući prolazne trenutke u vremenu, kako se veruje u zen budizmu. Sve u svemu, Zimski pejzaž predstavlja Sesšuove stilske izbore i implementaciju zen budističkih koncepata, posebno oslanjajući se na kineske pejzaže koji su simbolizovali posvećenost vrlog čoveka da ostane častan tokom tegobnog trenutaka.

### Ptice i cveće(oko 1420–1506)
Uticaji Sesšuovih studija u Kini ogledaju se u dva čuvena viseća svitka sezonskih pejzažnih slika ptica i cveća, naslikanih mastilom i bojom na svili, u kolekciji Peri. Sesšu slika deklarativne konture stena i teksture koristeći vlažnu četku sa dlakama koje se cepaju. Ovo donosi ogrebotinu, grubu teksturu koja kamenju daje osećaj čvrstoće i opipljivosti. Takva tehnika se može videti u Četiri pejzažna svitka godišnjih doba, jesenjih i zimskih pejzaža. Kao motiv koji se ponavlja u Sesšuovim pejzažima, stena je trapezoidna sa dva udubljenja na vrhu. Kao u Zimskom pejzažu, Sesšu koristi cik-cak ili oblik osvetljenja da bi doprineo strukturi kompozicije. U okviru ove kompozicije, Sesšu izravnava prostor koristeći prostorne nejasnoće i varijacije u srazmeri. Sesšuov kontrast u razmerama stvara iluziju sličnu zen pojmu nultog vremena i prostora, gde nema razlike između prošlosti, sadašnjosti ili budućnosti. Kompoziciono, ne postoji razlika između cele slike i subjekata koji je čine. Sesšu namerno kontroliše intenzitet tonova kako bi sugerisao atmosfersku perspektivu kroz suptilne gradacije mastila da bi magla izazvala poetska osećanja jeseni.

## Izabrana dela
Istaknuta dela su pejzaži:
- Četiri godišnja doba, četiri svitka (pre 1469.; Nacionalni muzej u Tokiju)
- Jesen i zima, dva viseća svitka (oko. 1470–90.; Nacionalni muzej u Tokiju)
- Kratki svitak pejzaža (oko 1474.–90.; Nacionalni muzej u Kjotu)
- Dugi svitak pejzaža (Sansui Čokan) (oko. 1486; zbirka Mori, Jamaguči, Japan)
- Haboku-Sansui, svitak izrađen tehnikom zapljusnute tinte (1495.; Nacionalni muzej u Tokiju)
- Pogled na Ama-no-Hašidate (oko 1502.–05.; Nacionalni muzej u Kjotu)

Ostala poznata dela su:
- Portret Masude Kanetake (1479.; zbirka Masuda, Tokio)
- Huike pruža ruku Bodhidharmi (Daruma i Hui K’o) (1496.; hram Sainen-ji, Aiči, Japan)
- Cveće i ptice, par šestolisnih paravana (nedatirano; zbirka Kosaka, Tokio)

## Literatura
- Appert, Georges and H. Kinoshita. (1888). Ancien Japon. Tokyo: Imprimerie Kokubunsha.
- Papinot, Edmond. (1906) Dictionnaire d'histoire et de géographie du japon. Tokyo: Librarie Sansaisha...Click link for digitized 1906 Nobiliaire du japon (2003)
- Kiyoshi Miyamoto, The former curator of Sesshu Memorial Museum (1997) Sesshu Memorial Museum Magazine Nos. 4–6 ...Click link for the information of Sesshu Memorial Museum